# 藥物論
《藥物論》，或譯作《藥材志》、《藥物志》，是古羅馬醫生迪奧斯科里德斯所作的藥用植物與藥理學著作。成書時間約在公元50年至70年之間。

## 內容
《藥物論》全書描述約600種藥用植物，還有許多動物與礦物。內容按照藥物的性質分類，分為五卷。

## 影響
成書後直到文藝復興時期，《藥物論》是西方最權威、最具影響力的藥典，是後世藥理學的基礎。
《藥物論》被翻譯成敘利亞語與阿拉伯語，對伊斯蘭醫學產生深遠的影響。